# Adolfo Mendoza
Gonzalo Adolfo Ramón Mendoza Leigue (Cochabamba, Bolivia, 18 de marzo de 1964) es sociólogo, profesor universitario y político boliviano. Desempeñó el cargo de senador en la Primera Asamblea Legislativa Plurinacional de Bolivia representando al Departamento de Cochabamba en la legislatura 2010-2015; durante el segundo gobierno del presidente Evo Morales Ayma.

## Biografía
Adolfo Mendoza Leigue nació en el Departamento de Cochabamba, Bolivia el 18 de marzo de 1964. Estudió en los colegios Instituto Americano y San Agustín. En 1989 egresó como licenciado en Sociología de la Universidad Mayor de San Simón en Cochabamba. Estudió la Maestría en Estudios Latinoamericanos, mención en Estudios Culturales, en la Universidad Andina Simón Bolívar (UASB/Ecuador) y cursó el Doctorado en Ciencia Política en la Facultad Latinoamericana de Ciencias Sociales (FLACSO/México). Ejerce la docencia en las carreras de Antropología y Sociología en la UMSS, desempeñándose también como profesor de postgrado en esa universidad, en otras de Bolivia y de América Latina. Entre 1989 y 1991 trabajó como columnista en el Diario Opinión, de circulación nacional. Fue miembro del Directorio Impulsor de la autonomía de la Casa de la Cultura y proponente de las políticas culturales de Cochabamba en la década de los noventa e investigador invitado en el Centro de Estudios de la Realidad Económica y Social (CERES), entre 1995 y 2000.
Durante los años 2002 y 2010 ocupó la labor de coordinador técnico del llamado Pacto de Unidad, integrado por las máximas organizaciones sociales indígenas, originarias y campesinas (Confederación Sindical Única de Trabajadores Campesinos de Bolivia –CSUTCB-, Confederación Nacional de Mujeres Campesinas Indígena Originarias de Bolivia/Bartolina Sisa –CNMCIOB/BS-, Confederación Sindical de Comunidades Interculturales de Bolivia –CSCIB-, Confederación de Pueblos Indígenas de Bolivia –CIDOB-, Consejo Nacional de Ayllus y Marcas del Qullasuyu -CONAMAQ-, y otras), considerado como el movimiento social constituyente en Bolivia que propuso las bases de la nueva Constitución Política del Estado. También actuó como asesor de la Asamblea Constituyente, en cumplimiento del mandato del Pacto de Unidad para el trabajo con las comisiones y la directiva de la Asamblea y en el proceso de redacción de la nueva constitución. Paralelamente, se desempeñaba como profesor universitario e investigador del proceso constituyente y las autonomías.
En 2009 fue elegido senador de Bolivia por el partido del Movimiento al Socialismo (M.A.S - I.P.S.P) representando al Departamento de Cochabamba. En el cargo de senador de la primera Asamblea Legislativa Plurinacional de Bolivia, presidió la comisión de Seguridad del Estado (2010-2012) y la comisión de Constitución, Derechos Humanos y Régimen Electoral (2013-2015). En 2011 propuso la declaratoria del Instituto de Educación Integral y Formación Artística Eduardo Laredo como patrimonio cultural inmaterial que se cristalizó en la sanción de la ley 123, promulgada por el presidente Juan Evo Morales Ayma.
En 2013, Mendoza Leigue empezó la investigación sobre la privatización de las empresas públicas del Estado en Bolivia durante los gobiernos neoliberales, como presidente de la Comisión Mixta de Investigación sobre la Privatización en Bolivia, que derivó en un simbólico juicio histórico sin precedentes, salvo el Juicio a la Dictadura realizado por Marcelo Quiroga Santa Cruz en 1979. Se trató de una investigación científica que se constituye en referente de los trabajos académicos sobre la privatización en América Latina y El Caribe durante la implementación de políticas de traslado de los patrimonios estatales y colectivos hacia manos privadas en el periodo neoliberal. En 2013 representó a la Asamblea Plurinacional de Bolivia en el Consenso de Montevideo, Uruguay.
En octubre de 2020, luego de la recuperación de la democracia interrumpida en noviembre de 2019, fue elegido por voto popular como Representante del Estado Plurinacional de Bolivia ante los Organismos Parlamentarios de Integración (Parlamento Andino, Parlamento del Mercosur, Parlamento Latinoamericano, Parlamento Amazónico, Parlamento Indígena y Unión Interparlamentaria Mundial). Electo por consenso entre las parlamentarias y los parlamentarios de la Comunidad Andina de Naciones (CAN), ejerció la presidencia del Parlamento Andino durante 2020-2021. Bajo esa presidencia se aprobó la Declaratoria del Instituto de Educación Integral y Formación Artística Eduardo Laredo como referente del patrimonio cultural inmaterial de la región andina. Entre 2021 y 2022 fue covicepresidente de la Asamblea Parlamentaria Europa-América Latina (EUROLAT), donde destacó como firme defensor de la paz mundial y de la descolonización de los pueblos. En 2021 propuso la construcción de una agenda estratégica común Latinoamericana y Caribeña, impulsando la Cumbre de Integración de la Integración. En 2023 fue elegido como vicepresidente del Parlamento del Mercosur, promoviendo y gestionando desde la diplomacia parlamentaria la adhesión de Bolivia como socio pleno del Mercosur.

## Adhesión de Bolivia al Mercosur
Tras ser elegido Vicepresidente del Parlasur en la LXXXIX Sesión Ordinaria de este órgano legislativo del Mercosur, el diputado boliviano desplegó un lobby junto a parlamentarios de Argentina, Paraguay y Uruguay para destrabar el Protocolo de Adhesión de Bolivia que había sido aprobado en Brasilia el 17 de julio de 2015, durante la XLVIII Cumbre de jefas y jefes de Estado del Mercosur y Estados Asociados que emitió la siguiente resolución:

El ingreso de Bolivia reafirma la consolidación del proceso de integración de América del Sur, con base en el refuerzo mutuo y la convergencia de los distintos esfuerzos y mecanismo subregionales de integración.

Asimismo abre nuevos espacios para el comercio, la integración productiva y las inversiones.
El Estado Plurinacional de Bolivia adoptará, gradualmente el acervo normativo del Mercosur, a más tardar en cuatro (4) años  contados a partir de la entrada en vigencia de dicho Protocolo.

En ese mismo plazo de tiempo, adoptará la Nomenclatura Común del Mercosur (NCM), el Arancel Externo Común (AEC) y el Régimen de Origen del Mercosur.

Sin embargo, aquel proceso integrador tardaría casi nueve años en plasmar el ingreso de Bolivia al Mercosur —según explicó el diputado Adolfo Mendoza en entrevista con el periódico Sol de Pando—, debido a un viraje en el Poder Legislativo del Brasil tras la llegada de Jair Bolsonaro a la Presidencia de ese país miembro:

Nuestro Protocolo de Adhesión, que ya para el 2019 estaba aprobado en todos los parlamentos del grupo, menos Brasil, fue congelado por los dos gobiernos posteriores al golpe contra la presidente Dilma Rousseff, es decir Temer y Bolsonaro.
En el Parlasur, la instancia legislativa del Mercosur, la representación supraestatal de Bolivia hizo el lobby (convencimiento por argumentos) en 2021 y 2022, para que las bancadas de Argentina, Paraguay y Uruguay estuvieran mayoritariamente apoyando nuestra posición como parlamentarios supraestatales. Una vez conseguido eso, presionamos en conjunto a la bancada brasileña que terminó abriendo una puerta.
Esa puerta se abrió mucho más con la elección de Lula, quien tuvo una lectura clara del asunto.
Hecho eso, la bancada de Brasil en el Parlasur manifestó su compromiso y, con la disposición de la mesa directiva y mi participación en ella, se pudo trabajar directamente sobre las dos cámaras del Congreso brasileño...

El 18 de octubre de 2023, la Cámara de Diputados aprobó el Decreto Legislativo 745/17 avalando el Protocolo de Adhesión de Bolivia:

Para el Parlamentario brasileño Arlindo Chinaglia, Vicepresidente del Parlamento del Mercosur, la entrada de Bolivia representa un fortalecimiento importante de un bloque que ha estado desarrollándose progresivamente con beneficios claros. (...).
En el mismo sentido, el Vicepresidente de Bolivia en el Parlamento del Mercosur (Parlasur), parlamentario Adolfo Mendoza, destacó que «esto representa un avance importante en términos de legislación, diplomacia e integración. Felicitamos el trabajo del Parlamento del Mercosur, que intermedió para esta aprobación».

El 28 de noviembre de 2023, el Senado del Brasil sancionó el Decreto Legislativo aprobado por los diputados; «era la última Cámara Alta que todavía no había dado luz verde al ingreso del país andino entre los miembros del bloque regional, que, además de Brasil, también integran Argentina, Paraguay y Uruguay». Finalmente, la Ley brasileña que aprueba el ingreso de Bolivia al Mercosur fue promulgada por el presidente Luiz Inácio Lula da Silva el 7 de diciembre de 2023. El Presidente brasileño, a su vez, depositó el Protocolo aprobado en manos del Presidente boliviano, Luis Arce Catacora, el 18 de diciembre de 2023, para su respectiva ratificación por el Parlamento boliviano.
La Asamblea Legislativa Plurinacional de Bolivia tardó seis meses en ratificar el Protocolo de Adhesión, debido a la crisis política que afecta la institucionalidad del país, según explicó el diputado Mendoza. El 14 de junio de 2024, la Cámara de Diputados aprobó el Protocolo mediante Ley; y el Senado sancionó el instrumento legal el 3 de junio de 2024. Finalmente, el presidente de Bolivia promulgó el Protocolo el  4 de julio de 2024.